# Cantó de Villiers-sur-Marne
El cantó de Villiers-sur-Marne és un cantó francès del departament de Val-de-Marne, situat al districte de Nogent-sur-Marne. Des del 2015 té 3 municipis i el cap és Villiers-sur-Marne.

## Municipis
- Bry-sur-Marne
- Le Plessis-Trévise
- Villiers-sur-Marne

## Història
| Data d'elecció                           | Identitat              | Partit                         | Qualitat |
| ---------------------------------------- | ---------------------- | ------------------------------ | -------- |
| 1970-1982                                | André Rouy             | Divers gauche                  |          |
| 1982-1988                                | Jean-Jacques Jégou     | Divers droite, després UDF-CDS |          |
| 1988-1994                                | Serge Delaporte        | PS                             |          |
| 1994-2003                                | Jacques-Alain Bénisti  | UDF                            |          |
| 2003-2008                                | Didier Dousset         | UDF, després MoDem             |          |
| 2008-                                    | Simonne Abraham-Thisse | PS                             |          |
| les dades anteriors no són pas conegudes |                        |                                |          |
|                                          |                        |                                |          |

## Demografia
| A partir de 1990: Població sense dobles comptes |